# Maria Uziembło
Maria Janina Uziembło (ur. 24 czerwca 1894 w Częstochowie, zm. 21 lutego 1976 w Warszawie) – polska pedagog społeczna, reformatorka pomocy społecznej i opieki nad dzieckiem.

## Życiorys
Była córką inżyniera kolejowego Władysława Kalińskiego i Stanisławy z Rudnickich. Wczesną naukę pobierała na tajnych kompletach, ale zapadła na gruźlicę i musiała wyjechać na leczenie do Włoch i Austrii, a w 1911 zamieszkała z matką w Zakopanem, gdzie prowadziły pensjonat Modrzejów (funkcjonował tu m.in. prowizoryczny szpital dla legionistów). Po ślubie w 1917 przeniosła się z mężem do Warszawy, gdzie zainteresowała się działalnością charytatywną i pomocą społeczną, w tym wsparciem dzieci z rodzin bezrobotnych. Rozpoczęła studia na Wolnej Wszechnicy Polskiej (Studium Pracy Społeczno-Oświatowej). W 1927 opracowała projekt nowatorskiej instytucji oferującej nowe formy pomocy społecznej. Współautorkami koncepcji były: Halina Frejmanowa, Bronisława Luidor, Nina Mohuczy i Regina Rudzińska. W myśl tej koncepcji nędza rodziny jest stanem psychicznym jej członków, a zadaniem pomocy społecznej ma być nie tylko jej wsparcie finansowe, ale też pomoc w wyzwoleniu się z tego stanu psychicznego. Koncepcję opisała w artykule Kilka słów o całości w ramach książki Walka z nieszczęściem (Warszawa, 1933, Obywatelski Komitet Pomocy Społecznej).
Od 1928 do 1935 wprowadzała w życie swój model w ramach Sekcji Pomocy Matce i Dziecku Obywatelskiego Komitetu Pomocy Społecznej, która była wówczas jednostką wzorcową dla innych, podobnych przedsięwzięć. Współpracowała z Czesławem Wroczyńskim. Przebieg swych działań opisała w zaginionej potem pracy Nowe formy opieki społecznej. W latach 1936–1937 przygotowała Kongres Dziecka. Potem (1938) przygotowała koncepcję i zorganizowała Dom Kobiety (ośrodek rehabilitacyjny dla kobiet bezdomnych). Była też współorganizatorką Związku Zawodowego Pracowników Społecznych, który jednak do 1939 nie został zarejestrowany (pozostali współorganizatorzy to Robert Froehlich i Anna Chmielewska). 
Podczas okupacji niemieckiej, od 1939 do 1940, zorganizowała spółdzielnię wytwórczą, źródło dochodu dla ludności i wydawcę kenkart. Z końcem 1940 przeprowadziła się do Krakowa, gdzie też działała w spółdzielczości. Pracowała również dla podziemia, m.in. na potrzeby Biura Informacji i Propagandy AK.
Od 1945 do 1947 mieszkała w Dzierżoniowie (ówczesnym Rychbachu), pracując w spółdzielczości. W 1947 objęła kierownictwo Domu Matki i Dziecka w Janowicach Wielkich. W 1948 wróciła do Warszawy i pracowała w Wydziale Opieki Zarządu Miejskiego. Opracowała kwestionariusz badań kształcenia pracowników socjalnych dla ONZ. Dla tej organizacji prowadziła też badania nad sieroctwem wojennym. Od 1949 do 1952 badała społeczne problemy budownictwa mieszkaniowego (dla Instytutu Budownictwa Mieszkaniowego). W 1957 była współorganizatorką Zjazdu Pedagogów Społecznych, współorganizowała też Towarzystwo Wolnej Wszechnicy Polskiej i weszła do zarządu tego ciała. W latach 70. XX wieku prowadziła badania relacji lekarz-pacjent, a ich wyniki przekazała Uniwersytetowi Warszawskiemu.

## Rodzina
Jej mężem był Adam Uziembło (ślub w 1917, dla Adama była to druga żona po rozwodzie z Marią z domu Wierzejską). Miała z nim córkę Anielę (ur. 1919).